# Louis Pasteur
Louis Pasteur (Dole, 27 dicembre 1822 – Marnes-la-Coquette, 28 settembre 1895) è stato un chimico e microbiologo francese.
Grazie alle sue scoperte e alla sua attività di ricerca è universalmente considerato il fondatore della moderna microbiologia. Ha inoltre operato nel campo della chimica e di lui si ricorda la teoria sull'enantiomeria dei cristalli; si occupò anche di fisica.

## Biografia

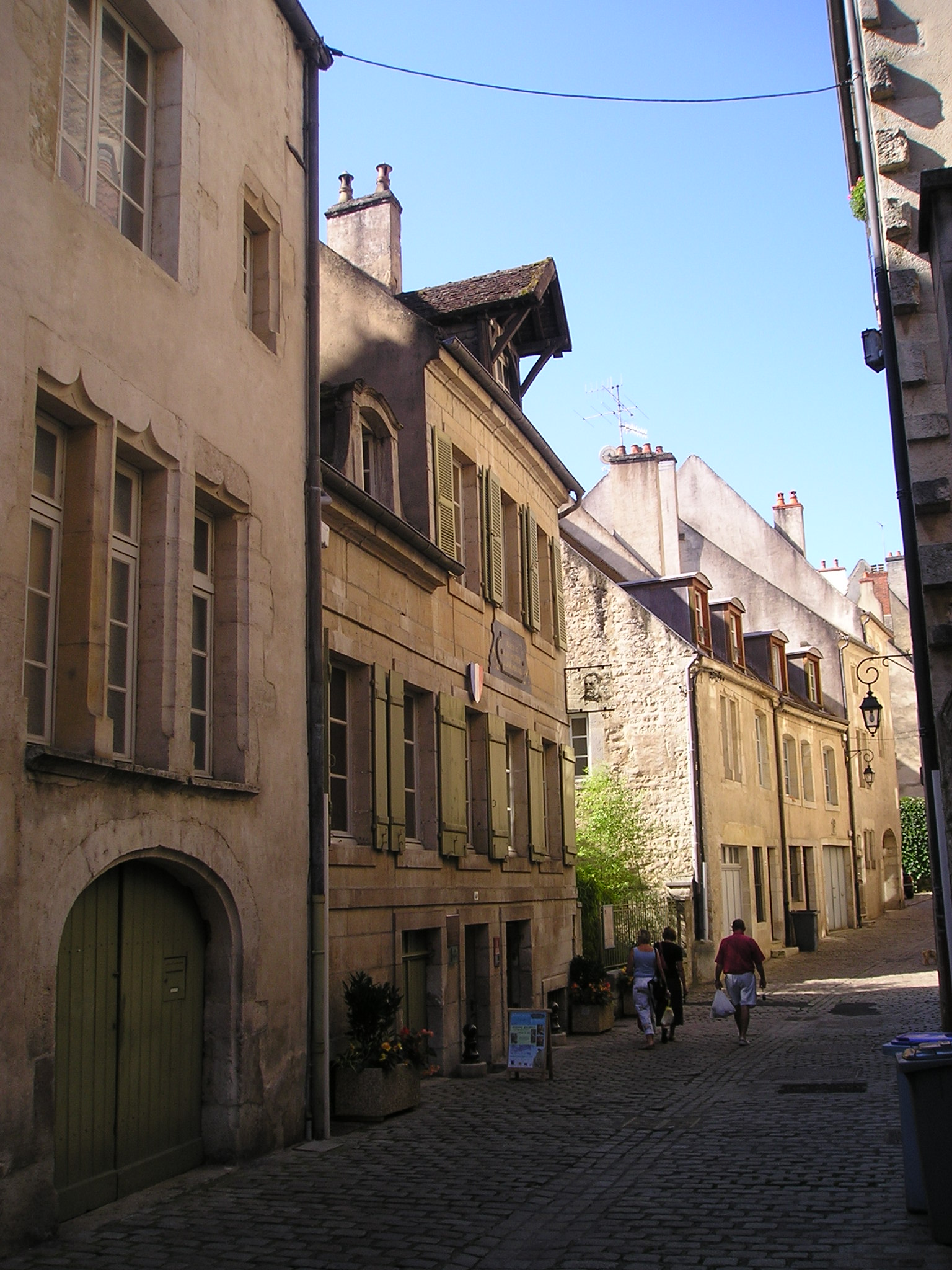
La casa natale di Pasteur

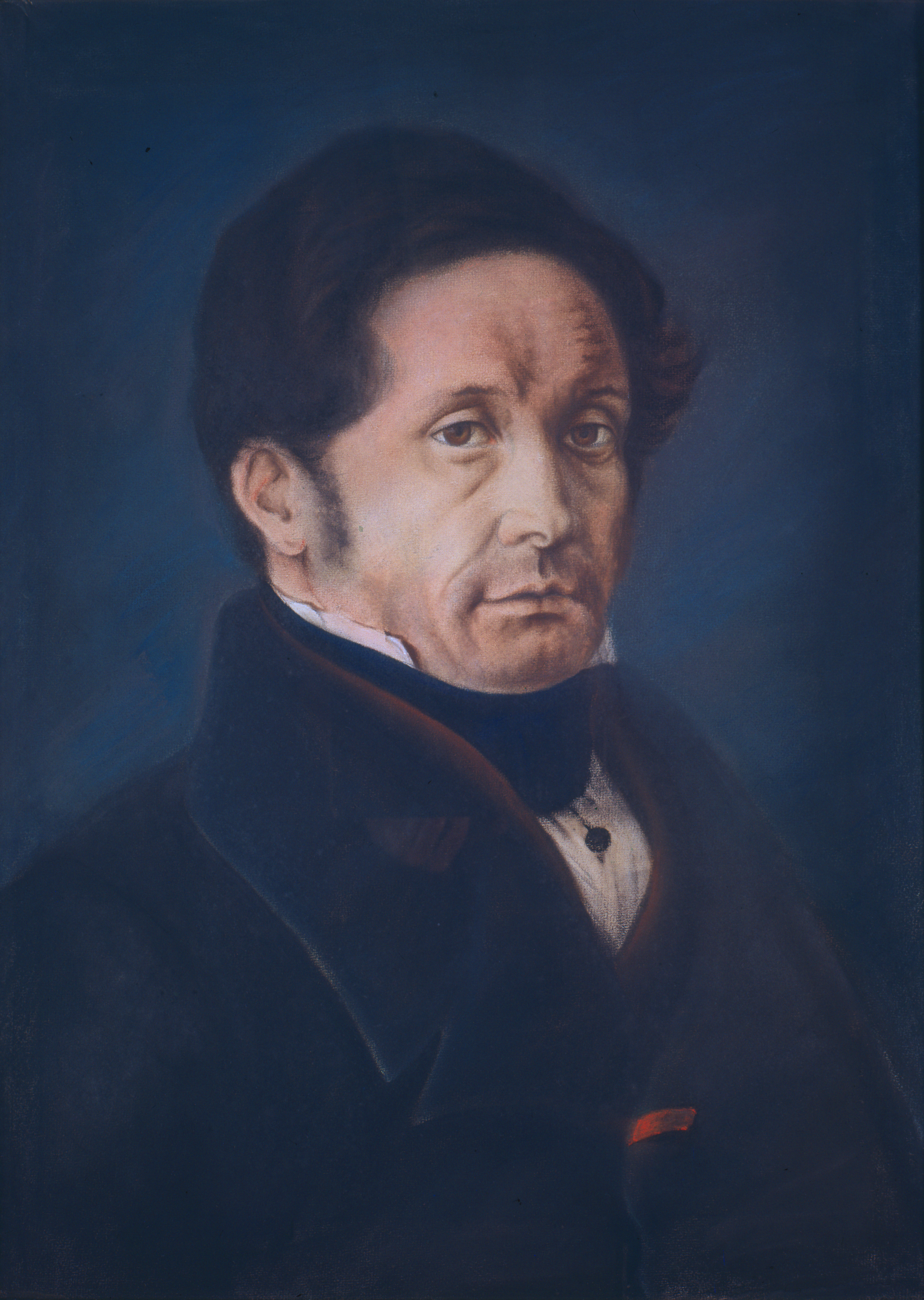
Il padre

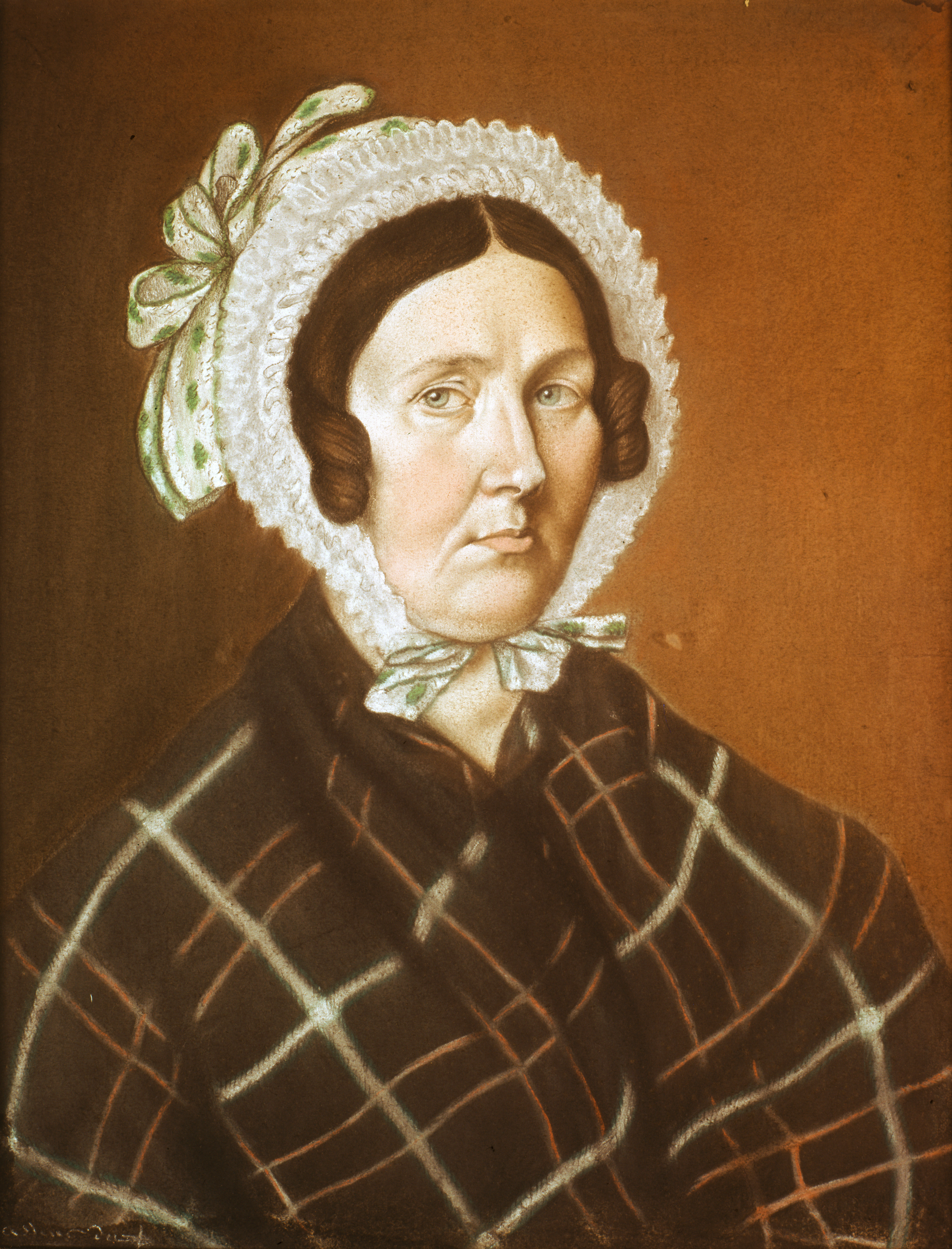
La madre

Louis Pasteur nacque nella regione del Giura francese. Suo padre, Jean Pasteur, era un conciatore, veterano delle guerre napoleoniche.  La madre si chiamava Jeanne-Étiennette Roqui. Egli crebbe nella città di Arbois, dove iniziò gli studi. Poiché il collegio di Arbois non aveva un professore di filosofia, Pasteur si recò successivamente a Besançon, dove si diplomò nel 1840 in lettere e in scienze, e divenne accademico dei filomati a Parigi.
Le attitudini e le potenzialità del giovane Louis erano state riconosciute dal preside della sua università, che gli suggerì di fare domanda all'École Normale Supérieure. Agli esami delle scuole normali Pasteur fu ammesso al quattordicesimo posto, ma poiché il risultato non lo soddisfece decise di fare un altro anno di preparazione: l'anno successivo si classificò terzo.
Il 23 agosto 1847 Pasteur sostenne le due tesi in chimica e in fisica sul dimorfismo, ossia la capacità di alcune sostanze, come lo zolfo, di cristallizzare in due sistemi differenti. Dopo avere esercitato brevemente come professore di fisica al liceo di Digione nel 1848, l'anno successivo divenne professore di chimica all'Università di Strasburgo, dove incontrò Marie Laurent, figlia del direttore dell'università.
La sposò e insieme ebbero cinque figli, solo due dei quali giunsero all'età adulta. Nel 1854 si occupò della fermentazione delle bevande alcoliche e dei metodi per l'annientamento dei batteri talvolta presenti nei vini e nella birra. Qualche anno dopo iniziò invece a dedicarsi agli studi sulla generazione spontanea e sui microrganismi. L'8 dicembre 1862 fu nominato membro dell'Accademia delle scienze e in seguito presentato all'imperatore Napoleone III. Nel 1864 Pasteur vinse il premio dell'Accademia francese delle scienze per la dimostrazione della verità della teoria della biogenesi, a discapito della teoria della generazione spontanea. Qualche tempo dopo fu colto dal primo di una serie di attacchi di ictus che lo portarono poi alla morte.

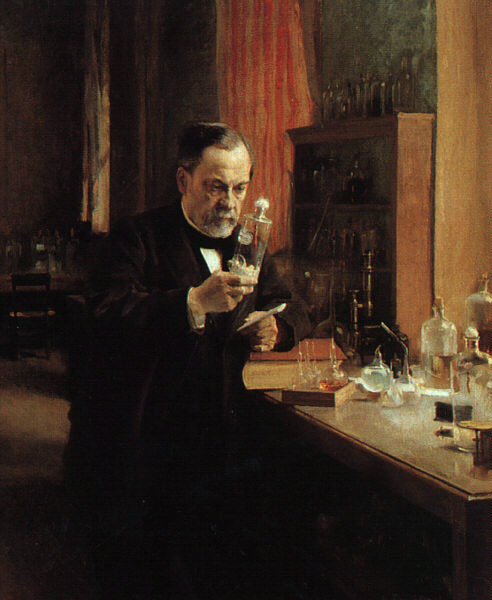
Louis Pasteur nel suo laboratorio, dipinto di Albert Edelfelt (1885)

È importante inoltre ricordare le ricerche eseguite da Pasteur sulle malattie dei bachi da seta, iniziate nel 1865: egli riuscì a individuare l'origine della pebrina e conseguentemente a ideare un metodo di prevenzione. Gli fu proposta anche la direzione di un laboratorio e di un istituto di sericoltura a Milano, ma egli rifiutò per l'attaccamento alla propria nazione. Alla metà di aprile del 1871 ritornò ad Arbois per sfuggire all'incubo della occupazione straniera e della guerra civile. Il 17 novembre 1873 affermò che l'alterazione della birra era dovuta alla presenza interna di organismi estranei.
Nel 1876 Pasteur tentò di ottenere un seggio al Senato, ma con 62 voti perse l'elezione. In quegli anni furono importanti anche le sue considerazioni sull'asepsi e l'antisepsi nel ramo della chirurgia. Negli ultimi quindici anni di vita, dal 1880 al 1895, si dedicò allo studio del colera e del carbonchio negli animali da allevamento e del virus della rabbia nei cani e nell'uomo. Come riconoscimento per la scoperta della vaccinazione carbonchiosa, gli venne offerto dal governo della Repubblica il Gran Cordone della Legion d'Onore. Qualche settimana più tardi già si recava a Londra, al congresso medico internazionale, come rappresentante della Francia.
Il 14 novembre 1888, in onore dell'ultima scoperta di Pasteur, venne inaugurato l'Istituto antirabbico chiamato con il suo nome.
Morì a seguito di un ennesimo attacco di ictus. Durante l'intera vita Louis Pasteur rimase un fervente cattolico. Una frase a lui attribuita dimostrerebbe la sua profonda devozione: "Ho la fede di un contadino bretone e per il momento in cui morirò spero di avere la fede della moglie del contadino bretone" (la Bretagna era nota per la religiosità dei suoi abitanti).

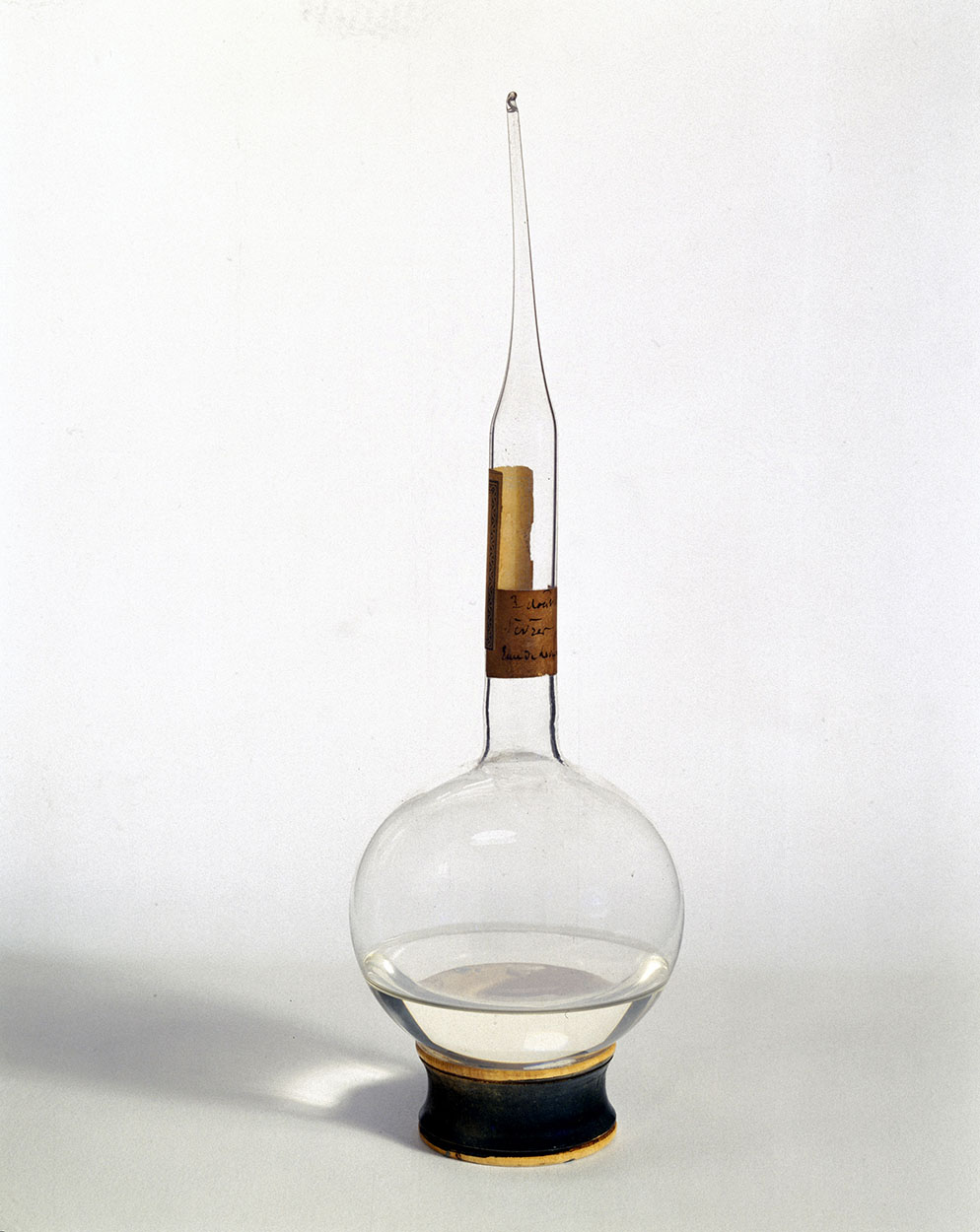
Pallone di vetro usato da Louis Pasteur per dimostrare la falsità della teoria della generazione spontanea

## Le grandi scoperte
È significativo rilevare che tutte le grandi scoperte dello scienziato francese vennero realizzate affrontando i problemi più gravi, a metà dell'Ottocento, dell'agricoltura, dell'industria agraria, dell'allevamento. La successione delle stesse scoperte corrisponde a una successione di studi su problemi agricoli, agroindustriali, veterinari: 
- Anomalie della fermentazione della birra (1854);
- Fermentazione del vino e dell'aceto (1861-62);
- Pastorizzazione (1862);
- Alterazioni del vino di origine fungina o batterica (1863-64);
- Malattie del baco da seta (1865-70);
- Colera dei polli (1880);
- Carbonchio di bovini, ovini, equini (1881);
- Rabbia silvestre e sieroterapia.

### Anomalie della fermentazione della birra e pastorizzazione

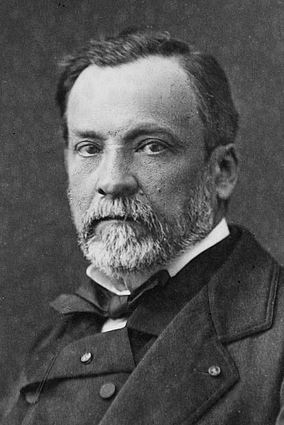
Fotografia di Louis Pasteur scattata da Pierre Lamy Petit

Nello studio della fermentazione della birra Pasteur era guidato da un impulso patriottico. Egli sognava tramite il lavoro in laboratorio di dare alla birra francese una reputazione eguale se non superiore a quella tedesca. La birra era soggetta molto più del vino a contrarre malattie, infatti mentre esistevano vini invecchiati a lungo, la birra doveva essere consumata mano mano che la si fabbricava. Questa era meno acida e meno alcolica del vino, aveva inoltre un maggior contenuto di zuccheri che l'esponevano a delle rapide alterazioni. Il problema stava dunque nella sua conservazione.
Nel processo di fabbricazione della birra, dopo l'infusione di malto e di luppolo, ciò che si otteneva, il "mosto di birra", era raffreddato prima di essere distribuito in tini o in botti. A partire da questo momento, a una temperatura costante di circa 20 °C, inizia la fermentazione. Tutte le malattie della birra, come dimostrò Pasteur, avevano per causa esclusiva lo sviluppo di piccoli funghi microscopici, trasportati con la polvere nell'aria, che contaminavano le materie prime utilizzate per la fabbricazione della bevanda.
Così Pasteur utilizzò il calore come mezzo di preservazione. Ma la birra era una bevanda carica di acido carbonico e si temeva che il riscaldamento del liquido avrebbe eliminato tale gas. Queste complicazioni però, secondo Pasteur, non avevano ragione di esistere una volta che la birra fosse stata imbottigliata. Infatti, il riscaldamento a una temperatura di 50-55 °C non soltanto non toglie alla birra tutto il suo acido carbonico, ma addirittura non blocca completamente la fermentazione. L'operazione porta il nome di "pastorizzazione" ed è tuttora utilizzata per produrre la birra "pastorizzata" .

### Fermentazione del vino e dell'aceto

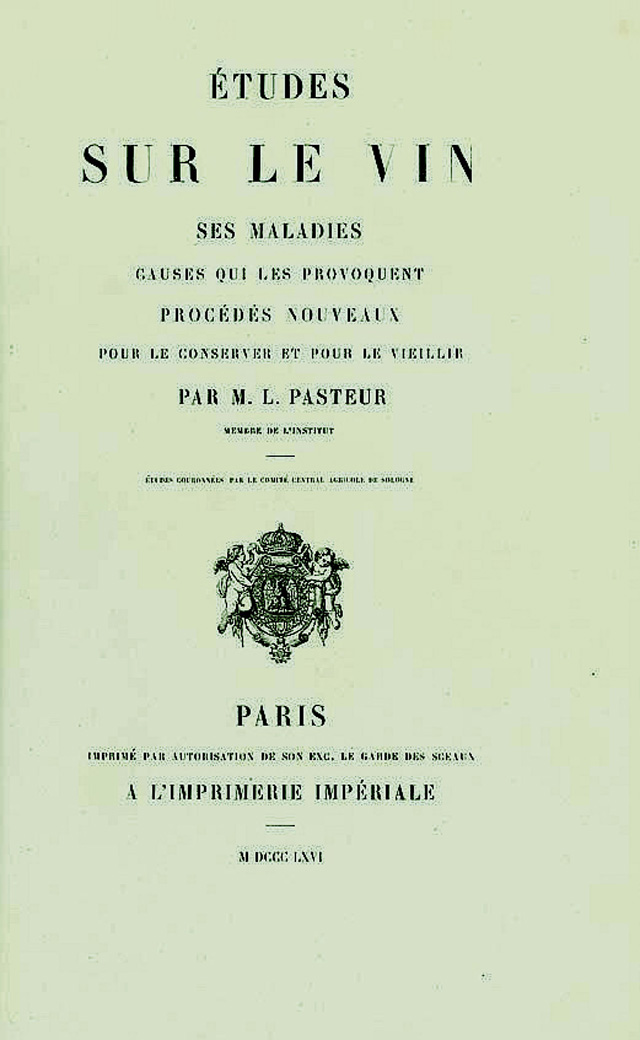
"Studi sul vino" di Louis Pasteur, edizione del 1866

Le malattie dei vini, secondo Pasteur, provenivano dai fermenti organizzati, dai piccoli vegetali microscopici da cui i germi si sviluppavano quando determinate circostanze di temperatura, di variazioni atmosferiche, di esposizione all'aria, permettevano la loro evoluzione. Dopo molti esperimenti, giunse alla conclusione che le alterazioni dei vini erano correlate con la presenza e moltiplicazione delle vegetazioni microscopiche. Per Pasteur, il problema si riduceva quindi a opporsi allo sviluppo dei fermenti organizzati o vegetali parassiti, causa delle malattie dei vini. Dopo alcuni tentativi infruttuosi, egli constatò che bastava portare il vino in pochi secondi a una temperatura dai 50 ai 60 gradi.

### Malattie del baco da seta (1865-70)
La malattia dei bachi da seta si era estesa in quegli anni in Italia, in Spagna, negli altri Paesi europei, nelle isole dell'Egeo, in Turchia e in Grecia. Nel 1864 tutte le sementi, da qualunque parte d'Europa venissero, erano malate o sospette. Così Pasteur decise di sottoporre i corpuscoli dei bachi da seta, segnalati dal 1849, a degli studi microscopici. Ma il 26 giugno 1865 dichiarò di aver commesso un errore a cercare il male esclusivamente nelle uova o nei bachi, poiché potevano portare in sé il germe della malattia senza presentare dei corpuscoli distinti e visibili al microscopio.
Infatti il male si sviluppava soprattutto nelle crisalidi e nelle farfalle: per questo motivo doveva esserci un mezzo infallibile di procurarsi una semente sana, ricorrendo a farfalle prive di corpuscoli. Il risultato pratico era il seguente: per conoscere se fosse stato necessario soffocare i bozzoli e consegnarli per la filatura o conservarli per la riproduzione, si sarebbe dovuto elevare la temperatura di qualche grado per affrettare l'uscita delle farfalle, che quindi sarebbero state esaminate al microscopio.
In tal modo, Pasteur riuscì a salvare la produzione europea di seta, che conobbe un tracollo durante il periodo della diffusione del morbo e che, per alcuni anni, spinse gli europei a intraprendere viaggi e nuovi rapporti commerciali con Paesi asiatici (come il Giappone) alla ricerca di ceppi sani.

### Colera dei polli (1880)
Pasteur dimostrò che la virulenza di questo microbo era così grande che bastava la più piccola goccia di coltura, su qualche briciola di pane, per far morire i polli. Le galline, infatti, attraverso il loro canale intestinale, eccellente mezzo di coltura per il piccolo organismo, perivano rapidamente. L'animale, incontrata la malattia, prima di morire si ritrovava senza forze, barcollante, con le piume sollevate, colpito da una sonnolenza invincibile. Pasteur, prendendo una vecchia coltura, che datava da qualche settimana, e iniettandola alle galline, si accorse che esse portavano i sintomi della malattia, ma non morivano.
Alcune ricerche non tardarono a provare che l'attenuazione del batterio era causata dal contatto di questo con l'ossigeno dell'aria. Infine Pasteur spiegò che, se si fosse presa ciascuna di queste colture di virulenze attenuate come punto di partenza di colture successive, anch'esse avrebbero riprodotto la virulenza attenuata. Ciò significava per Louis una speranza nell'ottenere, mediante colture artificiali, dei vaccini contro le malattie virulente che provocavano grandi perdite agli allevamenti.

### Carbonchio di bovini, ovini, equini (1881)
Così come per il colera, Pasteur si domandò se fosse possibile creare un vaccino anche per la malattia del carbonchio. Le spore del carbonchio, al contrario di quelle del colera, erano però assolutamente indifferenti all'aria atmosferica e conservavano una virulenza indeterminatamente prolungata. Numerosi esperimenti erano stati condotti nei primi giorni di agosto del 1880 da Toussaint, un giovane professore della Scuola veterinaria di Tolosa. Egli capì che si poteva indebolire il batterio grazie all'azione dell'acido fenico sul sangue carbonchioso. Ma questo non era sufficiente per Pasteur. Il batterio, dopo un breve periodo, trasportato su altri animali, tornava alla virulenza originaria.
Per fermare il batterio era quindi necessario preparare dei vaccini a tutti i gradi di virulenza. Il 5 maggio 1881, nella fattoria di Pouilly-le-Fort, vicino a Melun, ebbe luogo il primo esperimento pubblico sull'efficacia del vaccino. A 25 pecore furono iniettate 5 gocce della coltura chiamata "primo vaccino". Il 17 maggio venne fatta la seconda inoculazione del batterio attenuato, ma più virulento del primo. Il 31 maggio, infine, 50 pecore, tra cui i 25 soggetti precedentemente vaccinati, vennero inoculate con il liquido più virulento. Le 25 vaccinate furono le uniche a sopravvivere.

### Rabbia silvestre e sieroterapia

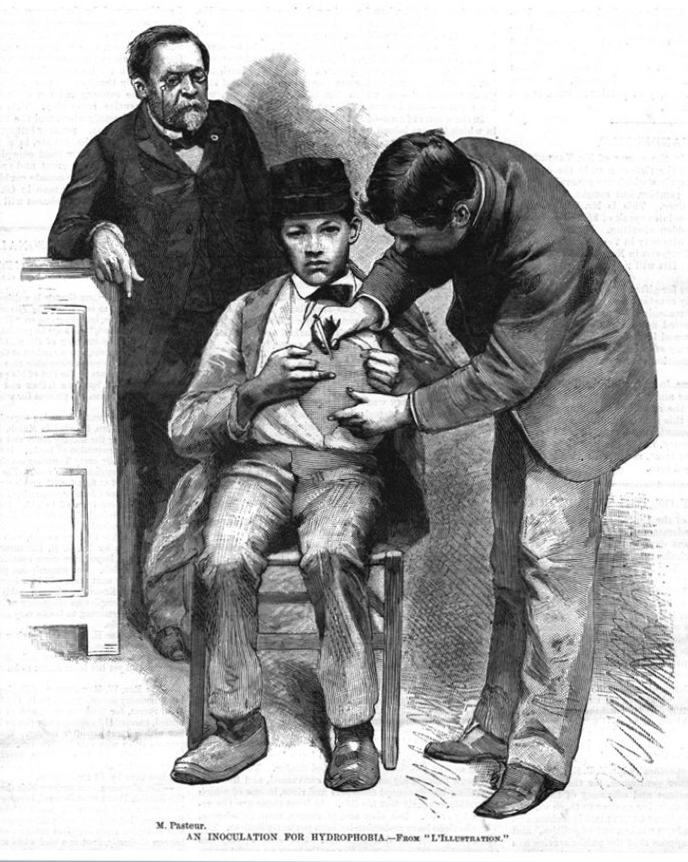
L'inoculazione di Jean-Baptiste Jupille sotto la guida di Pasteur (Harper's Weekly del 19 dicembre 1885)

Fra tutte le ricerche fatte al laboratorio, ce n'era una che - agli occhi di Pasteur - dominava tutte le altre: lo studio della rabbia. Penetrare le tenebre che circondavano questo male misterioso, di cui si discuteva ancora l'origine, era lo scopo supremo del suo genio. Ciò che si conosceva era che la saliva degli animali arrabbiati conteneva il virus rabbico, che il male si comunicava con morsi e che il periodo di incubazione poteva durare da qualche giorno a parecchi mesi. Pasteur però, dopo alcune ricerche, scoprì che la rabbia non risiedeva soltanto nella saliva.
La maggioranza degli animali che avevano ricevuto sotto la pelle una inoculazione di materia del cervello di cani arrabbiati soccombevano alla rabbia: questa materia virulenta agiva meglio della saliva. Dunque Pasteur capì che l'ambiente più favorevole al virus era il cervello. Partendo da questo presupposto, decise di creare il vaccino utilizzando parti di midollo. Prelevato un frammento del midollo di un coniglio che era morto di rabbia, lo sospese con un filo in un flacone sterilizzato, l'aria del quale era mantenuta allo stato secco con dei frammenti di potassa caustica posti in fondo al vaso.
Con il passare dei giorni, man mano che il midollo si disseccava, perdeva sempre più la sua virulenza. Il virus, una volta divenuto inattivo, veniva tritato nell'acqua pura e infine inoculato sotto la pelle dei cani. Questi, al contrario di quelli non vaccinati, sopravvivevano. La mattina del 6 luglio gli fu condotto un bimbo alsaziano di nove anni, Joseph Meister, morso due giorni prima da un cane rabbioso. Alla vista delle 14 ferite e valutando l'altissima probabilità che il bambino morisse di rabbia, decise di provare a strapparlo da quella morte atroce.
Gli furono così fatte 13 iniezioni in 10 giorni, ognuna più forte della precedente; l'ultima iniezione conteneva la forma più virulenta, in grado di uccidere un animale in 7 giorni. Il bambino sopravvisse, dimostrando che il suo trattamento antirabbico funzionava se applicato in tempi rapidi. Il 1º marzo 1886, Pasteur poteva affermare davanti all'Accademia delle scienze che, su 350 persone sottoposte al trattamento preventivo, c'era stata effettivamente una sola morte.

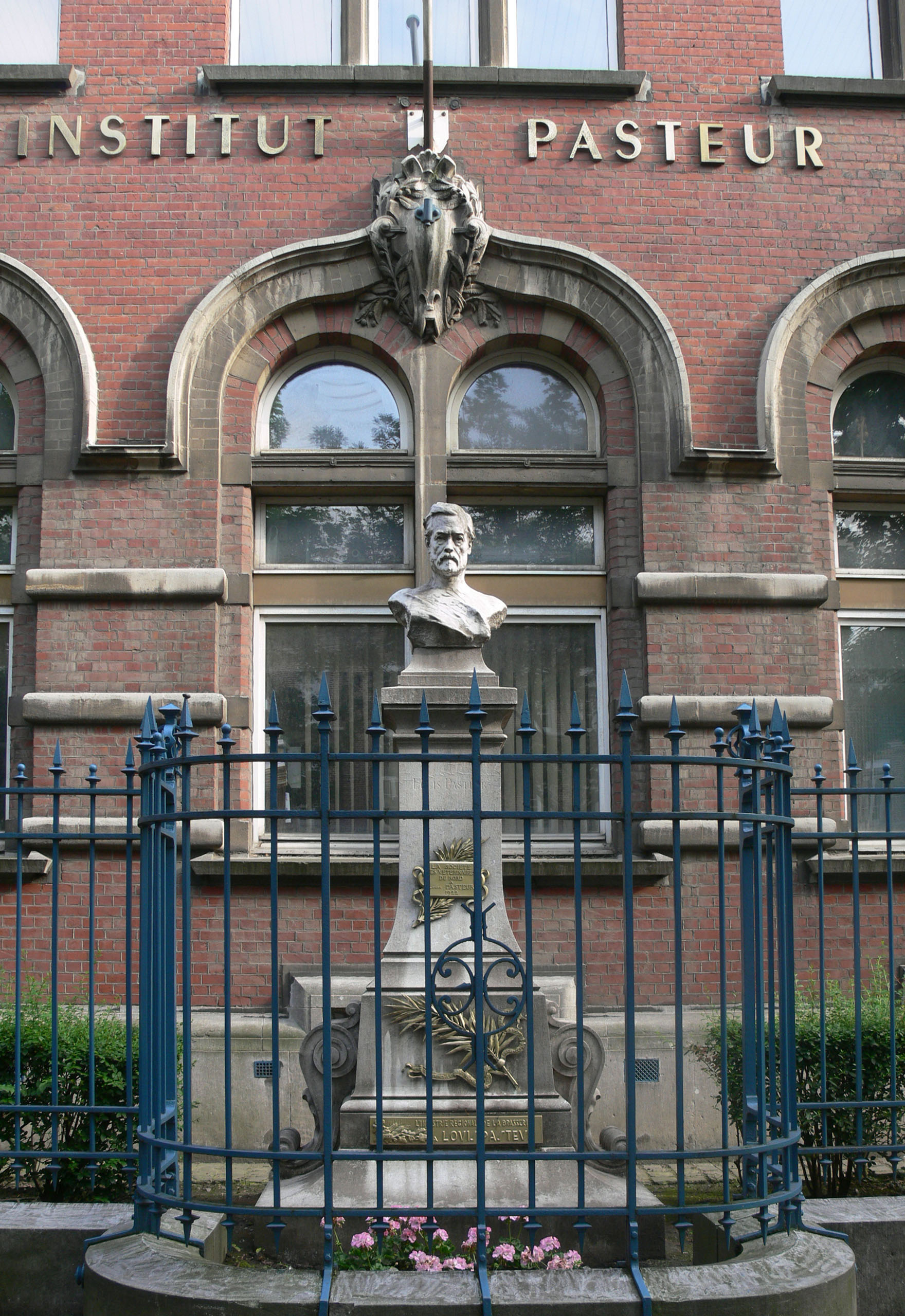
Institut Pasteur de Lille, centro di ricerca membro dell'Istituto Pasteur, entrambi dedicati allo scienziato. Al centro, un busto di Pasteur

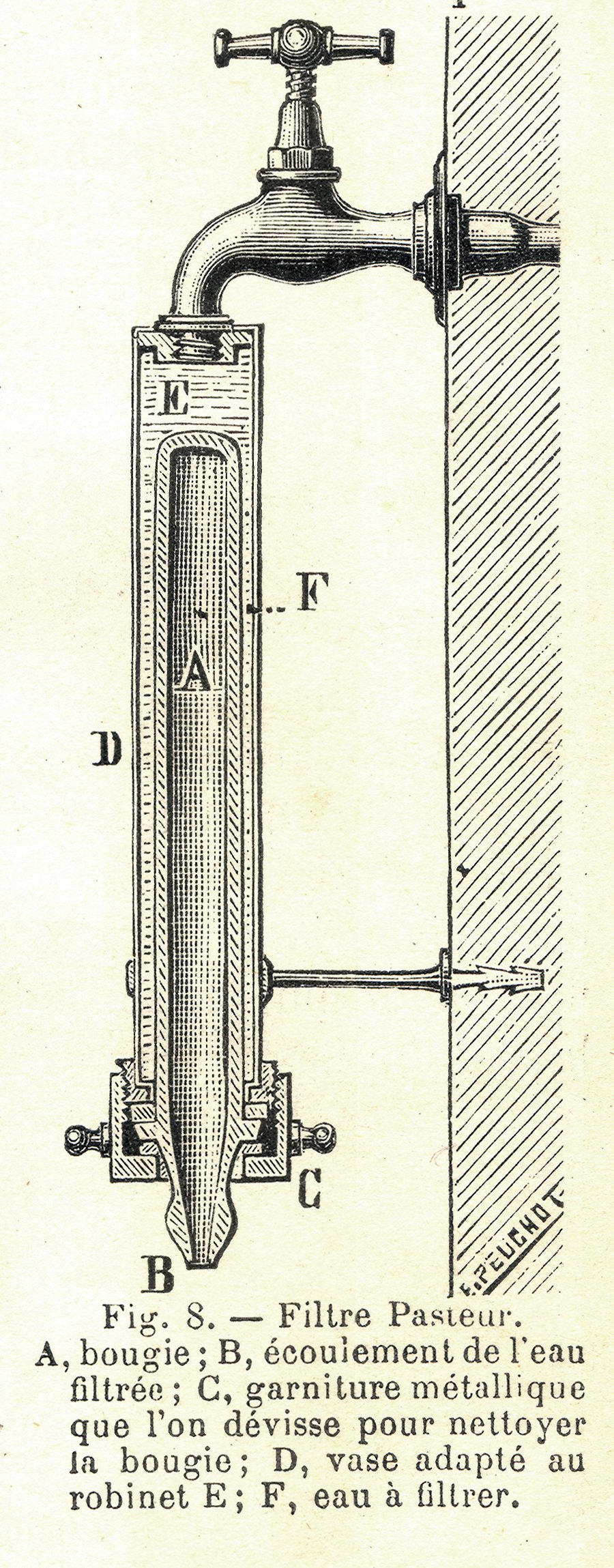
Filtro Chamberland-Pasteur

### La figura di Pasteur
Le indagini sulla fermentazione e il metodo di pastorizzazione assegnano a Pasteur un ruolo preminente tra i fondatori della moderna industria di trasformazione delle derrate, che non potrebbe sussistere se nel corso dei processi di manipolazione intervenissero fermentazioni incontrollabili.
Inoltre Pasteur viene considerato un precursore del moderno allevamento animale che, per offrire i propri prodotti a prezzi contenuti a larghi strati di consumatori, deve governare grandi quantità di animali, un intento che sarebbe impossibile senza il funzionale controllo veterinario delle affezioni infettive: in questi termini Louis Pasteur deve essere considerato tra i grandi protagonisti della storia delle conoscenze agrarie. Nel 1869-1870 risiedette in Italia a Cervignano del Friuli presso la villa dell'amico Luigi Chiozza e con questi, che fu anche insignito del titolo di Accademico di Francia, studiò le malattie del baco da seta e della vite.

## Polemica con Robert Koch
Il 1882 fu per Pasteur un anno molto interessante in quanto continuavano a sorgere dispute con altri scienziati su argomenti che sembravano ormai indiscutibili. La rivista dei lavori dell'Ufficio sanitario tedesco aveva condotto, sotto la direzione di Robert Koch, una vera campagna contro Pasteur, negando l'influenza della vaccinazione. Pasteur chiese allora che fossero fatti degli esperimenti davanti a una commissione nominata dal governo tedesco. Dopo il congresso, tutti i membri dell'assemblea che non condividevano le sue opinioni dovettero ricredersi; questo fatto però non arrestò gli attacchi di Koch, che continuava a misconoscere la scoperta di Pasteur sull'ufficio dei vermi di terra nell'eziologia del carbonchio.

## Lo stato infelice della chirurgia ai tempi di Pasteur
Dal principio del XIX secolo c'era stato un arresto, se non addirittura un regresso nella chirurgia. Nei secoli precedenti, infatti, si faceva dell'antisepsi senza saperlo: cauterizzazione con il fuoco, liquidi bollenti, sostanze disinfettanti. Nel 1868 la mortalità in seguito alle amputazioni negli ospedali sorpassava il 60%. C'era qualche cosa di ben più temibile che i germi dell'atmosfera: c'erano i germi del contagio, di cui le mani, gli strumenti dei chirurghi potevano essere il ricettacolo se non si fossero prese delle minuziose precauzioni per eliminare quel pericolo.
Negli anni successivi, grazie a una riforma ispirata dai lavori di Pasteur basata su semplici lavaggi sulle piaghe, le probabilità d'infezione e di morte si ridussero drasticamente. Un'esperienza in particolare doveva essere meditata, secondo Pasteur, dai chirurghi: dopo aver praticato con un colpo di bisturi una piccola fenditura nello spessore dei tessuti di una coscia di un castrato, veniva inserita una goccia di coltura del vibrione settico. Il vibrione faceva la sua opera. In queste condizioni la carne, diceva Pasteur, era tutta incancrenita, verde alla superficie, gonfia di gas, e rilasciava un liquido marcio nauseante.
L'acqua e le spugne con cui si lavavano gli oggetti chirurgici e le garze con cui si ricoprivano le piaghe depositavano i germi che si propagavano nei tessuti con una facilità estrema, provocando infallibilmente la morte. Per Pasteur era quindi fondamentale una difesa contro i microbi, ossia tutte quelle sostanze che costituivano l'antisepsi, come l'acido fenico, il sublimato, lo iodoformio, il salolo. Un altro progresso nella cura del malato consisteva invece nell'asepsi, ossia nella pulizia assoluta degli strumenti, delle mani e di tutto ciò che avrebbe avuto un contatto con il ferito.
Queste sue affermazioni avevano risvegliato in alcuni chirurghi idee nuove riguardo al sistema antisettico. Joseph Lister, un importante chirurgo britannico, in una lettera a Pasteur datata 18 febbraio 1874 affermava che da nove anni stava cercando di portare alla perfezione il sistema antisettico. Lister ringraziava Pasteur di avergli dimostrato, con le sue ricerche sui microbi e sui germi che portano alla putrefazione, la verità sulle infezioni post-operatorie. Lister, applicando i metodi asettici e antisettici nel suo ospedale a Edimburgo, affermava che la mortalità si era ridotta e che la chirurgia era grande debitrice a Pasteur.

## Onorificenze
A Pasteur sono stati intitolati l'asteroide 4804 Pasteur, il cratere Pasteur sulla Luna e il cratere Pasteur su Marte.

## Giornate a lui dedicate
A Louis Pasteur sono dedicate anche due giornate internazionali: il World Rabies Day, che si celebra il 28 settembre e commemora il giorno della sua scomparsa, e la Giornata Mondiale delle Zoonosi, che si celebra il 6 luglio in onore alla data in cui venne da lui somministrato il primo vaccino antirabbico (6 luglio 1885)

## Opere

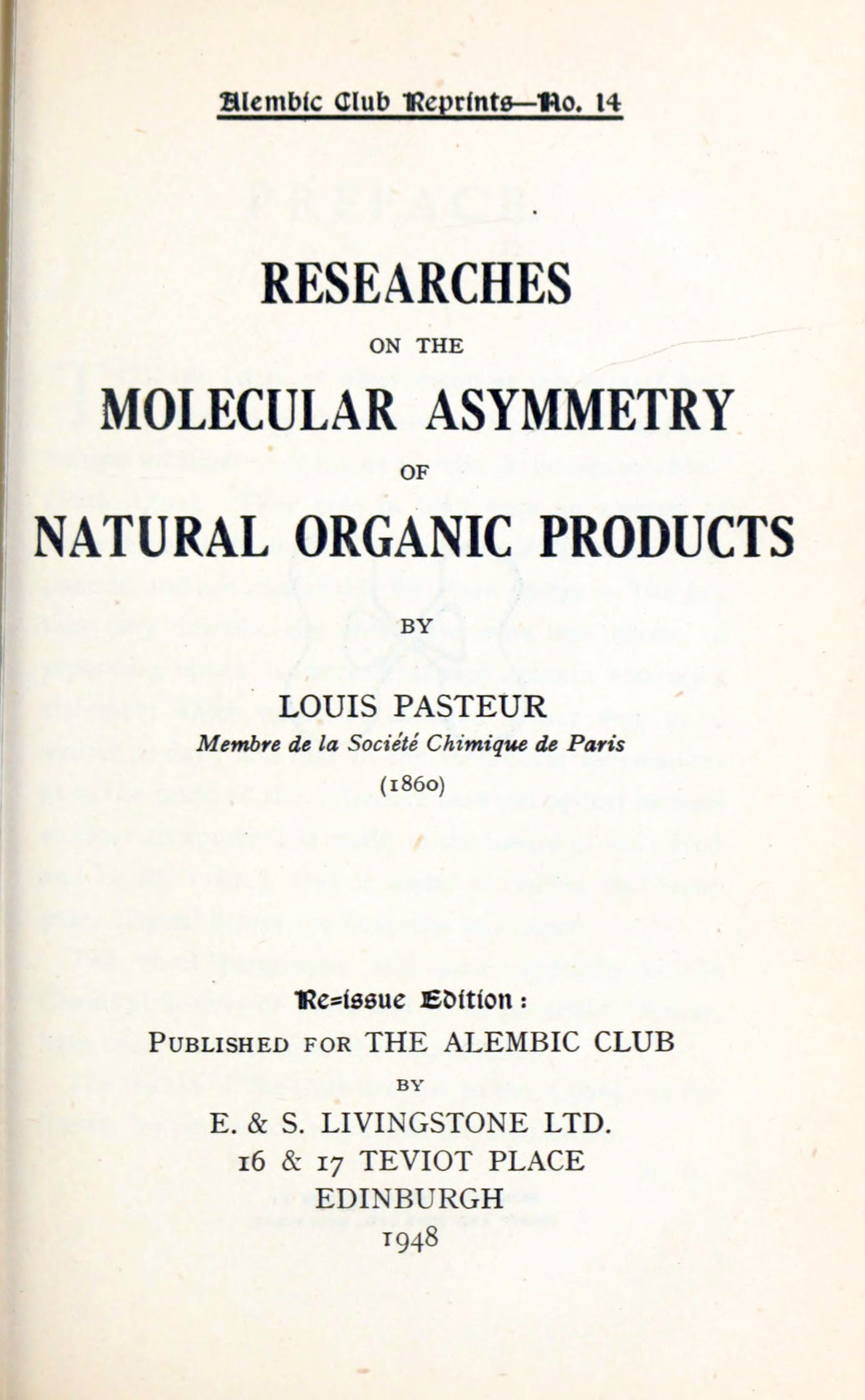
Recherches sur la dissymétrie moléculaire des produits organiques naturels, 1948

- (EN) Recherches sur la dissymétrie moléculaire des produits organiques naturels, Edinburgh, Livingstone, 1948.